# Regione di Sagaing
La Regione di Sagaing è una divisione della Birmania, situata nella parte nordoccidentale del paese. Confina con l'India, con lo stato Kachin, con lo stato Shan, con la divisione di Mandalay, con la divisione di Magway e con lo Stato Chin. La divisione ha una superficie di 93.527 km² e popolazione di oltre 5.300.000 individui. La capitale è Monywa.

## Società

### Evoluzione demografica
I Bamar sono il gruppo etnico maggioritario nelle regioni secche e lungo la linea della ferrovia che unisce Mandalay e Myitkiyna. Gli Shan vivono nella parte alte della valle del fiume Chindwin. Un'importante minoranza Nāga abita nel nord delle cordigliere del nord-est, e i Chin nel sud. Fra i gruppi etnici minori ci sono i Kadu e i Ganang, che vivono nella valle dell'alto Mu e nella valle del fiume Meza.

## Administrative divisions
Al momento, la regione di Sagaing conta 13 distretti e una zona auto-amministrata, divisi in 34 cittadine con 198 borghi e villaggi. Le città maggiori della regione sono Sagaing, Shwebo, Monywa, Ye U, Katha, Kale, Tamu, Mawlaik and Hkamti. Mingun, con la sua famosa campana, è situata vicino a Sagaing, ma è accessibile tramite l'Ayeyarwady da Mandalay.
| Distretto di Hkamti         | Borgata Hkamti                                                       |
| Distretto di Homalin        | Borgata Homalin                                                      |
| Distretto di Kale           | Borgata Kale · Borgata Kalewa · Borgata Mingin                       |
| Distretto di Kanbalu        | Borgata Kanbalu · Borgata Kyunhla                                    |
| Distretto di Katha          | Borgata Banmauk · Borgata Htigyaing · Borgata Indaw · Borgata Katha  |
| Distretto di Kawlin         | Borgata Kawlin · Borgata Pinlebu · Borgata Wuntho                    |
| Distretto di Mawlaik        | Borgata Mawlaik · Borgata Paungbyin                                  |
| Distretto di Monywa         | Borgata Ayadaw · Borgata Budalin · Borgata Chaung-U · Borgata Monywa |
| Zona auto-amministrata Naga | Borgata Lahe · Borgata Leshi · Borgata Nanyun                        |
| Distretto di Sagaing        | Borgata Myaung · Borgata Myinmu · Borgata Sagaing                    |
| Distretto di Shwebo         | Borgata Khin-U · Borgata Shwebo · Borgata Wetlet                     |
| Distretto di Tamu           | Borgata Tamu                                                         |
| Distretto di Ye-U           | Borgata Tabayin · Borgata Taze · Borgata Ye-U                        |
| Distretto di Yinmabin       | Borgata Kani · Borgata Pale · Borgata Salingyi · Borgata Yinmabin    |

Nell'agosto del 2010, in accordanza con la costituzione del 2008, tre borgate del Distretto di Hkamti sono state trasferite a una nuova unità amministrativa, la Zona auto-amministrata Naga.